# Torrepartida
Torrepartida és una pel·lícula bèl·lica i d'aventures espanyola de 1956 dirigida per Pedro Lazaga amb guió de José María Benlloch i Alberto F, Galar. Està ambientada en la postguerra de la guerra civil espanyola i mostra el fenomen del maquis com a bandolerisme. Fou rodada en Cinemascope.

## Sinopsi
A la serra d'Albarrasí, entre la província de Terol i la província de Conca, diverses partides de guerrillers (a la pel·lícula bandolers) recorren els paratges abruptes de la muntanya, matant i robant a tothom que hi troben. El seu cap és Rafael, un individu sàdic i sense escrúpols. Els guerrillers assalten un tren i assassinen empleats de la companyia, raó per la qual són perseguits per la guàrdia civil. Per a aconseguir diners que els permetin fugir a França, segresten el fill del capità de la Guàrdia Civil, però acaben matant-lo sense cobrar la recompensa. Decideixen segrestar María, una jove que es debat entre dos germans, Manuel i Ramón, alcalde de Torrepartida. Manuel fuig del poble i s'uneix als guerrillers.

## Repartiment
- Adolfo Marsillach...	Rafael
- Javier Armet	...	Ramón
- Arturo Belzunce
- Germán Cobos	 ...	Manuel
- Enrique Diosdado 	...	Antonio, capità de la guàrdia civil
- Nicole Gamma	 	...	María
- Luis Induni
- Fernando Sancho...	El Alicantino
- Rosita Yarza	...	Mercedes

## Crítica
| «                     | "Una proposta tendent a utilitzar l'esquema de bandolerisme per a projectar-lo sobre l'Espanya contemporània de la filmació, és el que assaja Pedro Lazaga a Torrepartida, on el combat resistencial de la post-guerra pren la forma d'un relat d'aventures sobre l'enfrontament de la Guàrdia Civil amb la guerrilla d'un bandit cruel, i posseïdor d'armes sofisticades, als escenaris de la Serra d'Albarrasí" | » |
| — Carlos F, Heredero. | |   |

## Recepció
El guió de la pel·lícula va rebre un premi als Premis del Sindicat Nacional de l'Espectacle de 1954.